# Julia Solly
Julia Frances Solly (née Muspratt; Lancashire, 21 de diciembre de 1862- Ciudad del Cabo, 1953) fue una sufragista, feminista y activista  británica. Después de su matrimonio, se mudó a Sudáfrica, donde se convirtió en una de las feministas más reconocidas de Colonia del Cabo . Abogando por el sufragio, cofundó la sucursal del Cabo de la Women's Enfranchisement League (WEL) , la primera organización en Sudáfrica creada para impulsar el derecho de las mujeres al voto. Activa como pacifista, estaba en contra tanto de la segunda guerra bóer como de la Primera Guerra Mundial, pero creía que los nazis debían ser detenidos a toda costa. También participó activamente en muchos programas de reforma social y fue parte del Purity movement (movimiento de pureza). Por su trabajo en el Consejo Nacional de Mujeres, recibió la Medalla del Jubileo de Plata Rey Jorge en 1935.

## Biografía
Julia Frances Muspratt nació el 21 de diciembre de 1862 en Seaforth Hall, Seaforth, Lancashire, Inglaterra. de Frances Jane y Edmund Knowles Muspratt . Asistió al Cheltenham Ladies 'College  y junto a su hermana Nessie fueron  de las primeras estudiantes femeninas en la Universidad de Liverpool. Muspratt estudió botánica con el profesor Harvey Gibson y se centró en la flora de Sudáfrica. Después de graduarse, hizo un viaje a las Américas con su padre, viajando primero a Canadá para asistir a la reunión de la Asociación Británica en Montreal y más tarde viajar desde la costa noroeste del Pacífico de los Estados Unidos hasta New York antes de regresar a casa.
A finales de la década de 1880, Muspratt se unió a la sucursal local de la Federación Liberal de Mujeres (Women's Liberal Federation- WLF) West Toxteth, de la cual su hermana Nessie Stewart-Brown era presidenta, junto con su madre, su tía Ann Neal Muspratt (Sra. Sheridan ), su hermana Stella Permewan (de soltera Muspratt) y su cuñada Helena Agnes Dalrymple Ainsworth (esposa de su hermano Max Muspratt ).
El 15 de junio de 1890, se casó con Hubert LeGay Solly(23 de abril de 1856 - 1 de diciembre de 1912) un ingeniero inglés que trabajaba en el extranjero debido a problemas de salud para el gobierno sudafricano en los ferrocarriles. Ese mismo año, la pareja se mudó a De Aar, donde Solly se unió a la Unión de Mujeres por la Templanza Cristiana . En 1895 fue superintendente de su unidad de sufragio. Una pacifista ardiente, envió cartas a su padre durante la segunda guerra bóer, contando las atrocidades del conflicto Poco después de que terminó la guerra, su esposo se retiró en 1904 debido a sus problemas de salud y se decidió por su granja cerca de Knor Hoek, Sir Lowry's Pass, Cape Colony .
En 1907, Solly ayudó a fundar Cape Branch de la Women's Enfranchisement League (WEL), la primera organización en Sudáfrica creada para ganar a las mujeres el derecho al voto. Se convirtió en corresponsal de Olive Schreiner y sus cartas tienen que ver principalmente con el asunto del sufragio. Schreiner estaba preocupado por el fraccionalismo y exhortó a Solly a dejar de lado las diferencias religiosas o raciales y eliminar los elementos divisivos, como la ex presidenta Irene Macfadyen (1907-1908), que era simultáneamente miembro de un grupo contra el sufragio femenino. Solly se convirtió en una de las figuras más reconocidas en el movimiento de sufragio de la Colonia del Cabo.
En el momento de la muerte de su esposo en 1912, Solly trabajaba casi exclusivamente en Ciudad del Cabo donde se unió al Consejo Nacional de Mujeres en 1913.
Durante la Primera Guerra Mundial, Solly cofundó con el Reverendo Ramsden Balmforth, de la Iglesia Unitaria, la Sociedad Sudafricana de Paz y Arbitraje. Aunque presentaron argumentos razonados a favor de la paz, pocos quisieron escucharlos. Fue además la primera mujer en unirse a la Asociación Sudafricana para el Avance de la Ciencia, escribiendo tratados sobre la ciencia de la guerra y su impacto negativo en la sociedad.
En 1916, se convirtió en vicepresidenta de la Asociación para la Higiene Moral y Social y escribió folletos y artículos sobre los peligros del vicio. Casi al mismo tiempo se unió a la Federación Internacional para la Abolición de la Regulación Estatal del Vicio, en un intento de redirigir a las prostitutas equivocadas atraídas por la emoción del momento. Las mujeres de NCW tomaron las calles en brigadas para patrullar los vecindarios. Solly se presentó a las elecciones en 1918 como candidata por el municipio de Salt River, pero fue derrotada. En la primera mitad de la década de 1920, Solly escribió The Women's Charter, que luego fue traducida al afrikáans y enviada a todas las ramas del Nasionale Vroueparty (Partido Nacional de Mujeres) por su ejecutivo. En 1926, Solly argumentó ante el comité parlamentario selecto que las mujeres necesitaban el voto como arma de protección del hogar. El sufragio femenino en Sudáfrica se complicó por el temor de que la mayoría negra se empoderara. Solly, usó estos temores en beneficio de las mujeres y enfatizó que si se les diera el voto a las mujeres blancas, aumentaría el número de votantes blancos. Finalmente, el 11 de abril de 1930, con una mayoría de 40 votos, el gobierno del primer ministro Albert Hertzog aprobó los derechos de voto de las mujeres blancas al mismo nivel que los de los hombres blancos.
Solly y Balmforth abandonaron su postura pacifista durante la Segunda Guerra Mundial, creyendo que Hitler tenía que ser derrotado a toda costa. Solly murió en 1953 en Wynberg, Ciudad del Cabo, Sudáfrica.

## Premios y reconocimientos
En 1935, Solly como vicepresidenta del Consejo Nacional de Mujeres recibió la King George V Silver Jubilee Medal, Medalla del Jubileo de Plata del Rey Jorge V, por su servicio. 🚽 